# دكار
دَكَار (بالولفية: ڎَكَارُ) عاصمة السنغال، وهي أقصى مدينة أفريقيا غربا. وهي ميناء على شاطئ المحيط الأطلسي. يقطن المدينة عدا منطقتها الكبرى 1,030,594 نسمة (حسب إحصائيات ديسمبر 2005). أصبحت جزيرة غوريه القريبة إليها قلعة أوربية في القرن السادس عشر الميلادي، وكانت مركز كبير لتجارة العبيد وتصديرهم إلى قارة أمريكا. أسس القائد الفرنسي فيديرب مدينة دكار في عام 1857م. أصبحت عاصمة اتحاد مالي في 1960م، وثم عاصمة السنغال.

## بلديات دكار
تنقسم دكار إلى 19 بلدية هي:-
- بسكويتيري Biscuiterie
- كمبيران Cambérène
- ديوبول-دركلي Dieuppeul-Derklé
- فان بوينت إي فريندشيب
- Gueule تابيه فاس كولوبان
- كُوريGorée
- يوف الكبرى Grand Yoff
- دكار الكبرى Grand Dakar
- هان بل-أير Hann Bel-Air
- أش ال أم HLM
- المدينة Médina
- ميرموز ساكري كور
- نكور Ngor
- واكام Ouakam
- قطع الأراضي المعقمة
- باتي دي أوي
- تلة دكار Dakar-Plateau
- سيكاب ليبرتي
- يوف Yoff

تعتبر بلدية يوف الأكثر كثافة سكانية في دكار غير أن تلة دكار Dakar-Plateau هي الأكثر نشاط اقتصادي في دكار

## معالم دكار
- متحف الثقافة الإفريقية
- السوق الكبير
- متحف العبودية
- نصب النهضة الأفريقية

## أعلام
- بابكر با
- بيير سافورنيا دو برازا
- أحمدو أهيجو
- يوسو ندور
- باتريس إيفرا
- عثمان سمبين
- بوبكر جوزيف ندياي
- باتريك فييرا
- إدريسا غي
- مامي بيرام ديوف

## وصلات خارجية
- الموقع الرسمي (بالفرنسية)